# 595 Polyxena
595 Polyxena

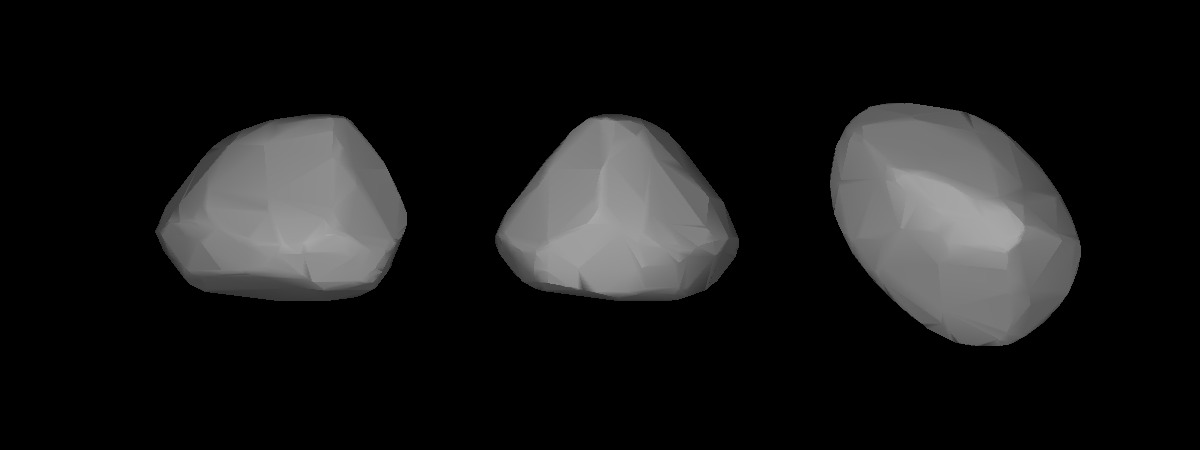
Hình ảnh 3D của 595 Polyxena nhờ vào kỹ thuật đảo ngược đường cong ánh sáng

595 Polyxena là một tiểu hành tinh ở vành đai chính. Nó được August Kopff phát hiện ngày 27.3.1906 ở Heidelberg và được đặt theo tên Polyxena, công chúa thành Troia, con của vua Priam và hoàng hậu Hecuba, trong thần thoại Hy Lạp